# میترا (فیلم ۲۰۲۱)
میترا یک فیلم به کارگردانی، نویسندگی و تهیه‌کنندگی کاوه مدیری می‌باشد این فیلم محصول مشترک هلند، آلمان و دانمارک می‌باشد و در کشورهای هلند و آلمان فیلمبرداری شده‌است.

## خلاصه داستان
فیلم داستان زنی موفق در هلند به نام هاله دانشی را روایت می‌کند که در سالگرد چهل سالگی نظام جمهوری اسلامی ایران سخنرانی می‌کند و بعدتر به او گفته می‌شود که لیلا، عامل لو رفتن دخترش میترا در اوایل انقلاب و اعدام او، حالا با هویتی دیگر به‌تازگی وارد هلند شده و این فرصت انتقام را برای هاله فراهم می‌کند.
فیلم داستان پیچیده‌ای را در دو زمان- اوایل انقلاب با دستگیری میترا و همین‌طور دایی او با بازی محسن نامجو، و زمان حال- پیش می‌برد و سعی دارد راوی پیچیدگی عواطف انسانی و مفهوم انتقام باشد. از نیمهٔ فیلم به بعد که تماشاگر تقریباً مطمئن شده این زن که خودش را ساره معرفی می‌کند (با بازی شبنم طلوعی، بازیگر شناخته‌شده تئاتر) همان لیلاست، فیلمساز سعی دارد یک سؤال اصلی و اساسی را به محور فیلم بدل کند: عکس‌العمل هاله چه خواهد بود؟ تصمیم او هرچند در طول داستان دچار تغییر و تحول می‌شود، اما اساساً به سؤال اصلی جامعه تبعیدی ایران هم بدل می‌شود که پاسخ آن دو سوی مختلف ماجرا را رقم می‌زند: از رفتار «سازمانی» خشن تا فکر کردن به عفو و بخشش. در این میان، شخصیت برادرِ هاله بار عمده‌ای از فیلم را به دوش می‌کشد؛ مردی که شش سال زندان و شکنجه باعث از دست رفتن مردانگی‌اش هم شده و حالا خسته و تنها ترجیح می‌دهد در گوشه خانه‌اش در آلمان کز کند.
این زن که میترا نام دارد، حال در تبعید با زنی برخورد می‌کند که ۳۷ سال پیش دختر میترا را لو داده‌است. میترا حال ۷۲ ساله است اما یاسمین طباطبایی نقش گذشته این زن را بازی می‌کند، زمانی که او ۳۵ سال داشته‌است. محسن نامجو نقش برادر او را بازی می‌کند. زنی دیگر در این فیلم نیز به دلیل تعلقش به یک اقلیت مذهبی بازگشتش به کشور با خطر توأم است.

## بازیگران
- شبنم طلوعی
- محسن نامجو
- یاسمین طباطبایی
- آوین منشادی
- آرام قاسمی
- سالی هارمسن

## حواشی و تولید فیلم
«میترا» با الهام گرفتن از رویدادهای واقعی در ایران ساخته شده‌است. کاوه مدیری ابتدا این داستان را به صورت یک کتاب در هلند منتشر کرد که با واکنش‌های مناسبی در این کشور همراه شد. فیلم، برای نخستین بار در جشنواره جهانی فیلم روتردام اکران می‌شود. کارگردان، عوامل تولید، و گروهی از بازیگران نیز برای تصویربرداری صحنه‌های مرتبط با ایران که در دهه ۱۹۸۰ میلادی می‌گذرد، به اردن سفر کردند. اکران این فیلم به دلیل همه‌گیر شدن ویروس کرونا به ژانویه سال ۲۰۲۱ موکول شده‌است.
کاوه مدیری، کارگردان این فیلم می‌گوید: 
«خواهر ناتنی من، اوایل انقلاب در ایران اعدام شد. او که در یک مهمانی شرکت داشت، توسط یکی از دوستانش که برگزارکننده برنامه بود، لو رفت، یعنی این دوست به خواهر ناتنی من خیانت کرد. مادرم صدای این فرد را می‌شناخت و همیشه می‌دانست که او باعث مرگ دخترش شده‌است. همیشه از خود می‌پرسیدم که اگر روزی مادرم با این فرد مواجه شود، چه واکنشی خواهد داشت، و چگونه با او برخورد می‌کند.»
بخش قابل‌توجهی از داستان فیلم در تهران اوایل انقلاب می‌گذرد و فیلمساز که قاعدتاً با مهم‌ترین مشکل این نوع فیلم‌ها یعنی بازسازی ایران در کشوری دیگر روبه‌رو بوده، در نهایت موفق می‌شود تصویر قابل‌قبولی از شهر ارائه دهد و در نهایت یکی از اولین فیلم‌های ساخته‌شده در خارج از کشور را دربارهٔ فضای فعالیت‌های سازمان‌های چریکی چپ و اسلامی، و دستگیری‌ها و لو دادن‌ها و فضای دلهره‌آور اوایل انقلاب رقم بزند.

## حضور در جشنواره‌ها
- جشنواره جهانی فیلم روتردام

## یادداشت
1. ↑  میترا، پیش از به دنیا آمدن این فیلمساز